# Vivek Oberoi
Vivek Anand Oberoi, noto semplicemente come Vivek Oberoi e talora trascritto Viveik Oberoi (Hyderabad, 3 settembre 1976), è un attore indiano.
È il figlio di Suresh Oberoi, anch'egli attore.
Ha una laurea in recitazione, ottenuta alla New York University.
Ha recitato in molti film di Bollywood ed è stato fidanzato fino al 2006 con Aishwarya Rai, con cui ha recitato insieme in Gara di cuori.

## Filmografia

### Cinema
- Company, regia di Ram Gopal Varma (2002)

- Road, regia di Rajat Mukherjee (2002)
- Saathiya, regia di Shaad Ali (2002)
- Dum, regia di Eeshwar Nivas (2003)
- Darna Mana Hai, regia di Prawaal Raman (2003)
- Masti, regia di Indra Kumar (2004)
- Yuva, regia di Mani Ratnam (2004)
- Gara di cuori (Kyun...! Ho Gaya Na), regia di Samir Karnik (2004)
- Kisna: The Warrior Poet, regia di Subhash Ghai (2005)
- Kaal, regia di Soham Shah (2005)
- Home Delivery: Aapko... Ghar Tak, regia di Sujoy Ghosh (2005)
- Pyare Mohan, regia di Ravinddra Khare e Indra Kumar (2006)
- Omkara, regia di Vishal Bhardwaj (2006)
- Naksha, regia di Sachin Bajaj (2006)
- Shootout at Lokhandwala, regia di Apoorva Lakhia (2007)
- Fool N Final, regia di Ahmed Khan (2007)
- Mission Istaanbul: Darr Ke Aagey Jeet Hai!, regia di Apoorva Lakhia (2008)
- Kurbaan, regia di Renzil D'Silva (2009)
- Prince, regia di Kookie Gulati (2010)
- Rakhta Charitra, regia di Ram Gopal Varma (2010)
- Rakhta Charitra 2, regia di Ram Gopal Varma (2010)
- Kismet Love Paisa Dilli, regia di Sanjay M. Khanduri (2012)
- Jayantabhai Ki Luv Story, regia di Vinnil Markan (2013)
- Zila Ghaziabad, regia di Kumar Anand (2013)
- Grand Masti, regia di Indra Kumar (2013)
- Krrish 3, regia di Rakesh Roshan (2013)
- Great Grand Masti, regia di Indra Kumar (2016)
- Bank Chor, regia di Bumpy (2017)
- Vivegam, regia di Siva (2017)
- Vinaya Vidheya Rama, regia di Boyapati Srinu (2019)
- Lucifer, regia di Prithviraj Sukumaran (2019)
- PM Narendra Modi, regia di Omung Kumar (2019)
- Rustum, regia di Ravi Varma (2019)
- Balakot: the true story, regia di Omung Kumar (2020)